# Мкртычев, Владимир Владимирович

## Биография
Владимир Владимирович Мкртычев (род. 14 октября 1973, Баку Азербайджанская ССР) — российский борец греко-римского стиля, Мастер спорта международного класса, победитель Кубка России по греко-римской борьбе (1996), победитель Кубка европейских чемпионов (1996), призер чемпионата России (1996), призер международного турнира памяти Ивана Поддубного (1996).Член сборной команды страны в 1993—1998 годах. Завершил спортивную карьеру.